# Bhadohi (district)
 Bhadohi (voorheen ook Sant Ravidas Nagar genoemd) is een district van de Indiase staat Uttar Pradesh. Het district telt 1.352.056 inwoners (2001) en heeft een oppervlakte van 960 km², waarmee het tot de kleinste districten van Uttar Pradesh behoort.
Het district Bhadohi maakt deel uit van de divisie Mirzapur en is gelegen in het gebied tussen de steden Prayagraj (Allahabad) en Benares (Varanasi). De hoofdstad is Gyanpur. Andere plaatsen binnen het district zijn onder meer Bhadohi, Khamaria en Suriyawan. Aan de noordgrens wordt Bhadohi begrensd door de rivier de Varuna, terwijl langs grote delen van de zuidgrens de Ganges stroomt.
Bhadohi staat bekend om haar grootschalige tapijtindustrie. Het is het centrum van handgeknoopte tapijten in Zuid-Azië.

## Naamsveranderingen
Het grondgebied van Bhadohi behoorde tot 1994 tot het district Benares, maar werd in dat jaar afgesplitst tot een afzonderlijk district binnen Uttar Pradesh. De naam van het district werd door Mayawati, lid van de Bahujan Samajpartij en toenmalig chief minister van Uttar Pradesh, veranderd van Bhadohi in Sant Ravidas Nagar, om de laatmiddeleeuwse goeroe Ravidas te eren. Deze naamsverandering werd in 2014 echter weer teruggedraaid door de destijds regerende Samajwadi-partij. Mayawati heeft meermaals aangegeven het district opnieuw te willen hernoemen naar Sant Ravidas Nagar als haar partij weer aan de macht komt.
Hoofdstad: Lucknow
Districten:
Divisie Agra: Agra · Firozabad · Mainpuri · Mathura
Divisie Aligarh: Aligarh · Etah · Hathras · Kasganj
Divisie Ayodhya (Faizabad): Ambedkar Nagar · Amethi · Ayodhya (Faizabad) · Barabanki · Sultanpur
Divisie Azamgarh: Azamgarh · Ballia · Mau
Divisie Bareilly: Bareilly · Budaun · Pilibhit · Shahjahanpur
Divisie Basti: Basti · Sant Kabir Nagar · Siddharthnagar
Divisie Benares (Varanasi): Benares (Varanasi) · Chandauli · Ghazipur · Jaunpur
Divisie Chitrakoot: Banda · Chitrakoot · Hamirpur · Mahoba
Divisie Devipatan: Bahraich · Balrampur · Gonda · Shravasti
Divisie Gorakhpur: Deoria · Gorakhpur · Kushinagar · Maharajganj
Divisie Jhansi: Jalaun · Jhansi · Lalitpur
Divisie Kanpur: Auraiya · Etawah · Farrukhabad · Kannauj · Kanpur Dehat · Kanpur Nagar
Divisie Lucknow: Hardoi · Lakhimpur Kheri · Lucknow · Raebareli · Sitapur · Unnao
Divisie Meerut: Bagpat · Bulandshahr · Gautam Buddha Nagar · Ghaziabad · Hapur · Meerut
Divisie Mirzapur: Bhadohi · Mirzapur · Sonbhadra
Divisie Moradabad: Amroha · Bijnor · Moradabad · Rampur · Sambhal
Divisie Prayagraj (Allahabad): Fatehpur · Kaushambi · Pratapgarh · Prayagraj (Allahabad)
Divisie Saharanpur: Muzaffarnagar · Saharanpur · Shamli